# Stetigventil
Ein Stetigventil ist in der Fluidtechnik, besonders in der Hydraulik, ein Sammelbegriff für elektronisch, stetig angesteuerte Ventile. D. h. die Ausgangsgröße (Druck oder Volumenstrom) ist nahezu beliebig einstellbar.
Man unterscheidet hierbei:
- Druckventile
- Drosselventile
- Stromregelventile
- Wegeventile. 
 Die Wegeventile (die am häufigsten eingesetzten Stetigventile) werden dann noch wie folgt unterteilt:
  - Proportionalventile
  - Regelventile
  - Servoventile

Anmerkung: Der Überbegriff Stetigventil wird eher selten in der Praxis benutzt. Gängiger sind die spezialisierten Begriffe, z. B. Proportional-, Regel- und Servoventil.

## Eigenschaften
Die Eigenschaften von Stetigventilen werden in diesem Artikel nicht von den Bauformen und den verschiedenen Ausführungen abgeleitet, sondern von den technischen Daten, die im Datenblatt der jeweiligen Ventile zu finden sind. Dies hat den Vorteil, dass man sich nicht tief in die Materie einarbeiten muss. Es sind nur „wenige“ technische Daten und Eigenschaften, anhand der Unterscheidungsmerkmale, zu vergleichen.

## Kenndaten
Wenn man die klassische Gruppierung außen vor lässt, dann ist ein Vergleich der technischen Daten die beste Möglichkeit ein geeignetes Ventil auszuwählen.
Dabei sind folgende Daten für die Auswahl des Ventils wichtig:

### Nennvolumenstrom
Der Nennvolumenstrom QN beschreibt den Durchfluss Q pro Steuerkante abhängig vom Druckabfall △p und dem Nenndruck PN.
{\displaystyle Q=Q_{N}\cdot {\sqrt {\frac {\vartriangle p}{P_{N}}}}}
Zu beachten ist dabei, dass der Nennvolumenstrom (je nach Ventil) bei unterschiedlichen Nenndrücken angegeben wird. Dies führt dann zu unterschiedlichen Volumenströmen, obwohl bei den Ventilen der gleiche Nennvolumenstrom ausgewiesen wird. Typische PN Werte sind 5 bar oder 35 bar pro Steuerkante.

#### Leistungsgrenzkennlinie
Jedes Stetigventil hat natürliche Leistungsgrenzen. Diese Leistungsgrenzen sind je nach Baugröße unterschiedlich und liegen im Bereich von 20 l/min bis 2000 l/min bei typischen 4/3-Wegeventilen.
Die Leistungsgrenze ist der maximale Volumenstrom, den man über das Ventil steuern kann, und wird in den Datenblättern der Ventile als maximaler Volumenstrom oder als Leistungsgrenzkennlinie ausgewiesen.
Dieser Volumenstrom darf nicht mit dem Nenn-volumenstrom (bei einem definierten Druckabfall) verwechselt werden. Der maximale Volumenstrom ist normalerweise deutlich höher als der Nennvolumenstrom.
Auslegungsrichtlinien:

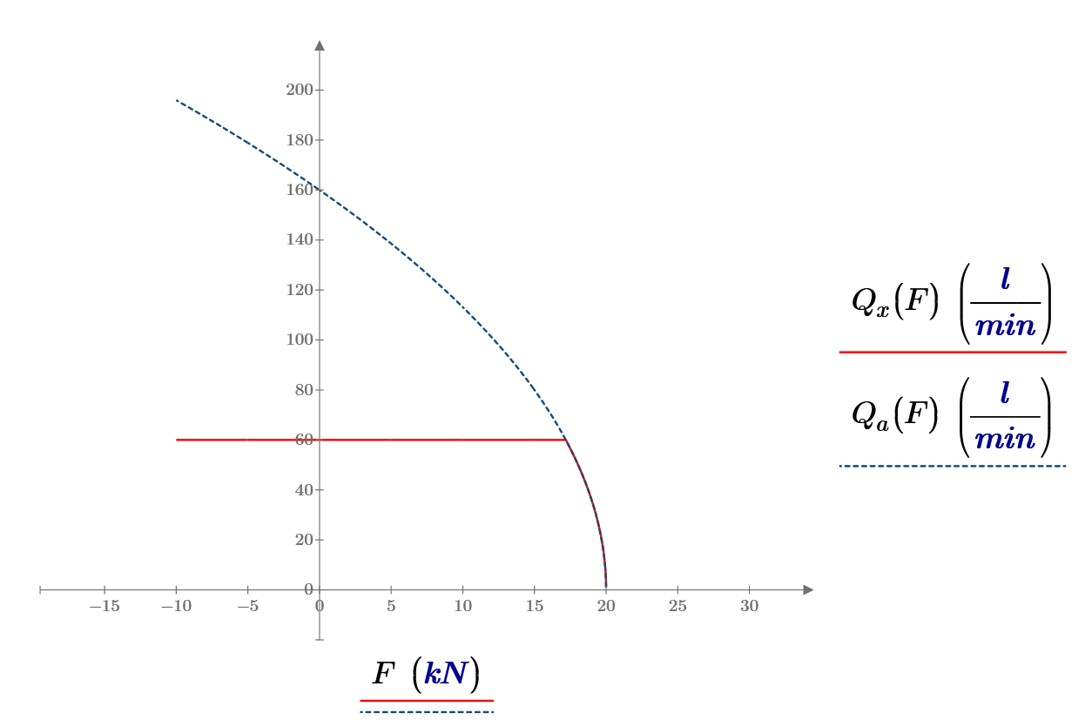
Leistungsgrenzkennlinie:
Die gepunktete blaue Kennlinie beschreibt den theoretischen maximalen Durchfluss,
die rote Kennlinie eine typische Leistungsgrenze eines Stetigventils.

- Ist die rote Kennlinie unterhalb der blauen Kennlinie, so kann der Antrieb mit dem gewünschten Volumenstrom gefahren werden.
- Ist die rote Kennlinie deutlich unterhalb der blauen Kennlinie, so ist das System auf eine Überdimensionierung des Ventils zu überprüfen.
- Ist die rote Kennlinie oberhalb der blauen Kennlinie, so kann der Antrieb nicht mit dem gewünschten Volumenstrom gefahren werden.

Bei der Auslegung kompletter hydraulischer Achsen wird für diese Kennlinie die Geschwindigkeit statt des Volumenstroms verwendet. Besonders bei Differentialzylindern ist die einfache Volumenstrombetrachtung nicht ausreichend.

### Durchflusscharakteristik
Bei der Durchflusscharakteristik (Steuerkantengeometrie) sind Proportional- und Regel- bzw. Servoventile unterschiedlich zu betrachten.
Proportionalventile haben eine progressive Volumenstromzunahme und meistens eine positive Überdeckung.

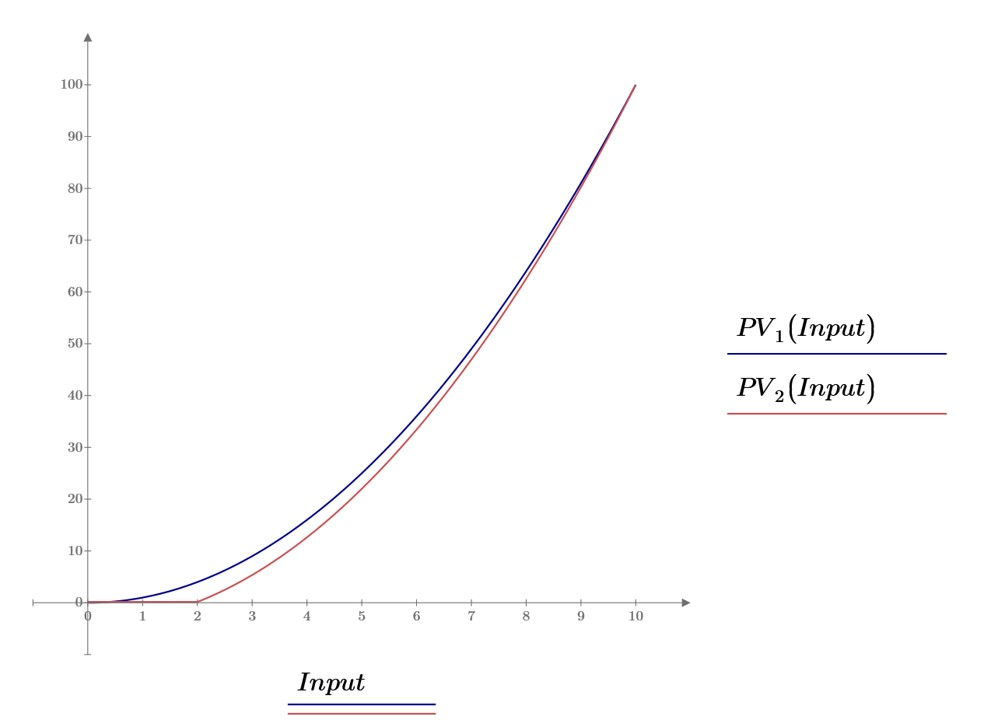
Progressive Durchflusscharakteristik eines Proportionalventils.

Die blaue Kennlinie zeigt ein Ventil, das über einen Nullschnitt verfügt (das Ventil wurde so bearbeitet, dass keine Überdeckung mehr vorhanden ist) oder bei dem die Überdeckung elektronisch kompensiert wurde.
Die rote Kennlinie zeigt das typische Ventil mit einer positiven Überdeckung von ca. 20 % (Totzone innerhalb der kein bzw. ein sehr geringer Volumenstrom fließt).

### Dynamisches Verhalten
Das dynamische Verhalten wird entweder durch die Zeit für die Sprungantwort oder über die Eigenfrequenz des Ventils definiert. Diese beiden Größen stehen aber auch in direkter Beziehung zueinander. Proportionalventile haben eine deutlich niedrigere Eigenfrequenz gegenüber Regel-/Servoventilen, sie liegt im Bereich von ca. <10 Hz bis 45 Hz (je nach Baugröße und Hersteller). Die Eigenfrequenz von CETOP3 Regel-/Servoventilen liegt bei 60... 300 Hz. Da diese Ventile ein ausgeprägtes dynamisch nichtlineares Verhalten zeigen, kann die Eigenfrequenz nur zusammen mit der Amplitude als Vergleichsmaßstab verwendet werden.
ANMERKUNG: Das schnellere Ventil (das Ventil mit der höheren Eigenfrequenz) muss nicht grundsätzlich das besser geeignete Ventil sein. Siehe hierzu den Artikel Servohydraulik.

### Hysterese / Umkehrspanne / Ansprechempfindlichkeit
Mit diesen Angaben wird das Auflösungsvermögen beschrieben. Da sie von den Ventilherstellern nicht immer in der gleichen Form angegeben werden, ist eine Interpretation nicht ganz einfach.
Die Hysterese beschreibt die magnetische Hysterese des Proportionalmagneten. Die Umkehrspanne und Ansprechempfindlichkeit beschreiben das Auflösungsvermögen der gesamten Ventileinheit (Magnete, Kolben, Federn und ggf. der Ansteuerelektronik). Als grobe Richtlinie kann man sagen, dass die Ansprechempfindlichkeit etwa 50 % der Umkehrspanne beträgt.
All diese Werte werden in % der maximalen Stellgröße angegeben.
Standard Proportionalventile (ohne Kolbenpositionsregelung) haben eine typische Hysterese/Umkehrspanne von ca. 4... 8 %. Damit liegt das Auflösungsvermögen im Bereich von 1:25 bis zu 1:50 des maximalen Ventilkolbenhubes. Bei diesen Ventilen ist anzumerken, dass sie meist über eine progressive Signal/Volumenstrom-Kennlinie verfügen. Das bedeutet, die Signalauflösung ist bei kleineren Ansteuersignalen (kleineren Volumenströmen) deutlich besser.
Die Hysterese/Umkehrspanne von Proportional- und Regelventilen mit Kolbenpositionsregelung ist erheblich kleiner. Typische Werte liegen im Bereich von < 0,1 %.

### Druckverstärkung
Die Druckverstärkung ist nur bei Nullschnittventilen relevant und in den technischen Daten angegeben. Dieser Verstärkungswert liegt typisch bei ca. 2 % vom maximalen Stellsignal. D. h., um 80 % der maximalen Kraft am Zylinder zu generieren, muss das Stetigventil 2 % geöffnet werden. Je geringer die Druckverstärkung ist, umso höher ist die statische Laststeifigkeit des Antriebs.